# 布瓦纪尧姆
布瓦纪尧姆（法語：Bois-Guillaume，法語發音：[bwa ɡijom]）是法国滨海塞纳省的一个市镇，属于鲁昂区。布瓦纪尧姆曾于2012年与市镇比奥雷勒合并为市镇布瓦纪尧姆-比奥雷勒。2014年，布瓦纪尧姆-比奥雷勒拆分回原来的两市镇。

## 地理
布瓦纪尧姆（49°28'12"N, 1°7'10"E）面积8.85 平方千米，位于法国诺曼底大区滨海塞纳省，该省份为法国北部沿海省份，其西部及北部濒大西洋英吉利海峡，东起顺时针与索姆省、瓦兹省、厄尔省和卡爾瓦多斯省接壤。
与布瓦纪尧姆接壤的市镇（或旧市镇、城区）包括：乌普维尔、比奥雷勒、伊斯诺维尔、蒙圣艾尼昂、鲁昂、圣马丹迪维维耶。
布瓦纪尧姆的时区为UTC+01:00、UTC+02:00（夏令时）。

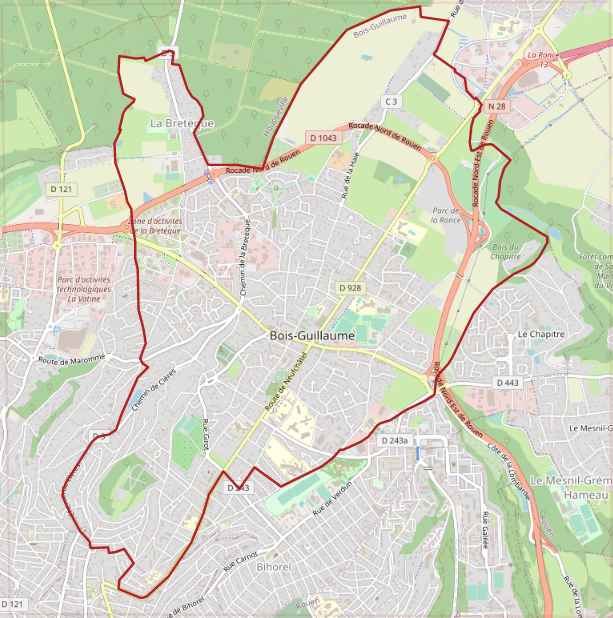
布瓦纪尧姆的OSM定位图

## 行政
布瓦纪尧姆的邮政编码为76230，INSEE市镇编码为76108。

## 政治
布瓦纪尧姆所属的省级选区为布瓦纪尧姆县。

## 人口

1962-2008年间布瓦纪尧姆人口变化图示

布瓦纪尧姆于2022年1月1日时的人口数量为14497人。